# Michuhol-gu
Michuhol-gu (hangeul : 미추홀구) est un arrondissement (gu) de la ville d'Incheon, en Corée du Sud. 

## Division administrative

Division administrative de Michuhol-gu